# Nazr Mohammed
Nazr Tahiru Mohammed (ur. 5 września 1977 w Chicago) – amerykański koszykarz, grający na pozycji środkowego, mistrz NBA.
Jest jednym z ponad 40 zawodników w historii, którzy zdobyli zarówno mistrzostwo NCAA, jak i NBA w trakcie swojej kariery sportowej.
5 marca 2016 podpisał kontrakt z Oklahoma City Thunder.

## Osiągnięcia
NCAA
- 2–krotny mistrz NCAA (1996, 1998)[4]
- Wicemistrz NCAA (1997)[4]

NBA
- Mistrz NBA (2005)[1]
- Wicemistrz NBA (2012)[1]